# Ludwig Kapeller
Ludwig Kapeller (* 22. Dezember 1892 in Wien; † 18. Oktober 1967) war ein österreichischer Rundfunkjournalist, Zeitschriftenchefredakteur  und Schriftsteller, der viele Jahre in Berlin lebte.

## Leben und Wirken
Ludwig Kapeller studierte an einer Universität und war danach  als Schauspieler tätig.
Ab 1915 schrieb er für verschiedene Zeitschriften und Zeitungen, besonders für die   Vossische Zeitung des Ullstein Verlags in Berlin.
Ab etwa 1924 wurde er Chefredakteur der Zeitschrift Funk, in der er auch sehr sachkundig die Möglichkeiten und Perspektiven dieses neuen Mediums  beschrieb. 1931 wurde er außerdem Leiter der Rundfunkprogrammzeitschrift Sieben Tage, die allerdings schon einige völkische und intolerante Tendenzen aufwies.
Ab 1933 blieb Ludwig Kapeller als wichtiger Mitarbeiter  im Ullstein Verlag nach den Umstrukturierungen.
1934 übernahm er kurzzeitig die Schriftleitung der beliebten Zeitschrift Koralle.
Nach 1945 schrieb Ludwig Kapeller zunächst für Rundfunkzeitschriften in Ost-Berlin, besonders für Der Rundfunk.
Später arbeitete er für den Springer-Verlag in West-Berlin, mit dessen Inhaber Axel Springer er aber nicht besonders harmonierte. In seinen letzten Jahren verfasste er einige umfangreiche Sachbücher.

## Publizistisches Schaffen
Ludwig Kapeller veröffentlichte zahlreiche Artikel, besonders in Zeitungen und Zeitschriften  des Ullstein Verlages, wie der Vossischen Zeitung, Uhu, Koralle, und verschiedener Rundfunk- und Filmmagazine, wie Funk, Die Sendung, Sieben Tage, Lichtbild-Bühne.
Außerdem verfasste er einige umfassende Sachbücher, besonders zu Verkehrsübersichten, sowie  Kriminalromane. Das Schimpfbuch (1962) erklärt sehr akribisch die etymologischen Herleitungen vieler umgangssprachlicher Begriffe und Schimpfwörter.
Romane
- Die Flucht des Fabian Faber, Kriminalroman, Die gelben Ullstein-Bücher, Berlin 1928
- Staatsanwalt Niedorf, Die gelben Ullstein-Bücher, 1928
- Das Fräulein aus der Bar, Kriminalroman, Ullstein, Berlin 1931
- Der Weg durch die steinerne Wand, Ein Berg-Roman, Ullstein, Berlin 1933
- Lilos letzte Rolle, Deutscher Verlag, Berlin 1938
- Vergißmeinnicht 31, Deutscher Verlag, Berlin 1941
- Der blaue Zettel, Kriminalroman, Hammerich & Lesser, Hamburg 1943
- Angst um Gloria, Kriminalroman, Deutscher Verlag, Berlin 1944

Sachliteratur
- Erste Flugverkehrskarte von Mittel-Europa 1922. Mit den Flugplänen sämtlicher deutscher Flugverkehrslinien, Berlin 1922
- BZ Auto-Führer . Nord- und Mitteldeutschland in vier Teilen, Ullstein, Berlin 1930
- Western Germany, Reichsbahnzentrale für den deutschen Reiseverkehr, Berlin 1936
- Westdeutschland, Reichsbahnzentrale für den deutschen Reiseverkehr, Berlin 1937
- Süddeutschland, Reichsbahnzentrale für den deutschen Reiseverkehr, Berlin 1937
- Mitteldeutschland, Reichsbahnzentrale für den deutschen Reiseverkehr 1937
- Norddeutschland. Die Nord- und Ostseeküste von der Ems bis zur Oder, Reichsbahnzentrale für den deutschen Reiseverkehr, Berlin 1937
- Berlin, Reichsbahnzentrale für den Deutschen Reiseverkehr, Berlin 1937

- Vom Essen und Trinken in Deutschland, Deutsche Zentrale für Fremdenverkehr, Frankfurt/M., 1950er Jahre
  - Dining and wining in Germany, Deutsche Zentrale für Fremdenverkehr, Frankfurt/M., 1950er Jahre, englische Übersetzung
- Berlin, sehen – kennen – lieben, Verkehrsamt Berlin 1958, Neuauflage Berlin 1960, 1962
- Sonne, Wolken und Wind. Das Buch der Meteorologie, Safari, Berlin 1959
  - Sunce, oblaci i vjetar, 1967 Digitalisat, serbokroatische Übersetzung
- Das Buch der Kriminalistik. Ermittlungstechnik der Kriminalpolizei. Mit 71 Abbildungen auf Tafeln und im Text, Safari, Berlin 1962
- Das Schimpfbuch. Von Amtsschimmel bis Zimtziege, Tübingen, 1962, Neuauflage Das Schimpf-Lexikon, 1964
- Berlin. Mit 42 Bildtafeln, Schwarz, Bayreuth 1965
- Berliner Köpfe

Hörspiel
- Der Bummerang, mit Helene Schmoller, Regie Günther Bungert, Südwestfunk, Erstsendung 26. Mai 1956[3]

## Rundfunkvisionen
Kapeller beschrieb den Rundfunk der Zukunft 1926 so

„Der Rundfunk von morgen: ein Druck auf den Knopf, und rauschender Schall, mit Tiefen und Perspektiven; und noch ein Druck: bewegtes Bild, Ton und Klang illustrierend, eine Drehung am Hebel, und England kommt, Boxkampf in London, mit Fäustekrachen und Schmerzensstöhnen, mit den raschen Gesten der Kämpfer; oder Amerika meldet sich, mit Jazz-Band-Synkopen und den schwarzen Gesichtern der ‚Chocolate-Kiddies‘; oder Rom mit Verdiklängen, mit den bunten Bildern italienischer Opern. Oder plötzlich, unheimlich, erleben wir gräßlich im ‚505‘, von meerumpeitschender Rundfunk-Regie irgendwo inszeniert, mit Sirenengeheul und Wogenprall, mit Verzweiflungsschreien, einen Untergang der ‚Titanic‘, nächtliches Bild menschlichen Todeskampfes. Und übermorgen vielleicht: der plastische, farbige, sprechende Rundfunk-Film, Erlebnis mit allen Sinnen erfassend und durch die Technik meistern, daß durch den Druck auf schwarzen Knopf Millionen Erlebenshungriger es sich enthülle.“